# 고경찬
고경찬은 벤텍스 사장을 맡고 있는 대한민국의 기업인이다.

## 수상
- 2014년 대한민국 기술대상 동탑산업훈장
- 2014년 IR52 장영실상
- 2017년 IR52 장영실상